# Mecanismo de armazenamento
Um mecanismo de armazenamento (ou motor de banco de dados) é o componente de software subjacente que um sistema de gerenciamento de banco de dados (SGBD) usa para criar, ler, atualizar e excluir (CRUD) dados de um banco de dados. A maioria dos sistemas de gerenciamento de banco de dados incluem sua própria interface de programação de aplicativo (API) que permite ao usuário interagir com o seu motor subjacente, sem passar pela interface do usuário do SGBD.
Muitos dos SGBDs modernos suportam vários motores de bancos de dados dentro do mesmo banco de dados. Por exemplo, o MySQL suporta InnoDB, bem como MyISAM.
Alguns motores de banco de dados são transacionais
| Nome    | Livre | Transacional |
| ------- | ----- | ------------ |
| Aria    | GPL   | Não          |
| BlitzDB | GPL   | Não          |
| Falcon  | GPL   | Sim          |
| InnoDB  | GPL   | Sim          |
| MyISAM  | GPL   | Não          |
| XtraDB  | GPL   | Sim          |

.